# Distretto di Vovčans'k
Il distretto di Vovčans'k (in ucraino Вовчанський район?) era un distretto (rajon) dell'Ucraina, situato nell'oblast' di Charkiv. Il suo capoluogo era Vovčans'k. È stato soppresso con la riforma amministrativa del 2020.